# Rifle Baker
O Rifle Baker, oficialmente conhecido como Pattern 1800 Infantry Rifle, foi um rifle de pederneira usado pelos "regimentos de rifle" (infantaria), do Exército Britânico durante as Guerras Napoleônicas, e foi o primeiro rifle padrão, de fabricação britânica, aceito pelas Forças Armadas Britânicas.
O Rifle Baker foi desenvolvido a partir de 1798 por Ezekiel Baker, um mestre em armas de Whitechapel, tendo sido produzido entre 1800 e 1838 em todas as variantes. Entre 1808 e 1840, o Rifle Baker foi utilizado em vários conflitos, entre eles: Batalha de Cacabelos, Batalha de Nova Orleães, Batalha de Waterloo e Batalha do Álamo.

## Histórico e projeto
O exército britânico aprendera o valor dos rifles com sua experiência na Guerra Revolucionária Americana. No entanto, os projetos de rifle existentes foram considerados muito pesados, de disparo lento, frágeis ou caros para serem usados em qualquer escala além de empresas regulares. Os fuzis foram distribuídos em uma base limitada e consistiam em peças feitas sem nenhum padrão preciso, muitas vezes trazidos da Prússia. A guerra contra a França Revolucionária resultou no emprego de novas táticas, e o Exército Britânico respondeu, embora com algum atraso. Antes da formação de um Experimental Rifle Corps em 1800, um julgamento foi realizado em Woolwich pelo British Board of Ordnance em 22 de fevereiro de 1800, a fim de selecionar um padrão de rifle padrão; o rifle desenhado por Ezekiel Baker foi escolhido. Durante o teste, dos doze tiros disparados, onze foram colocados em um alvo circular de 6 pés (1,8 m) a uma distância de 300 jardas (270 m).
O Coronel Coote Manningham, responsável por estabelecer o "Rifle Corps", influenciou os projetos iniciais do Baker. O primeiro modelo lembrava o mosquete da infantaria britânica ("Brown Bess"), mas foi rejeitado como muito pesado. Baker recebeu um rifle alemão Jäger como exemplo do que era necessário. O segundo modelo que ele fez tinha um calibre .75, o mesmo calibre do mosquete de infantaria. Tinha um cano de 32 polegadas, com oito ranhuras retangulares para estrias; este modelo foi aceito como o rifle de infantaria, mas mais alterações foram feitas até que ele foi finalmente colocado em produção. O terceiro e último modelo teve o cano encurtado de 32 para 30 polegadas, e o calibre reduzido para .653, o que permitiu ao rifle disparar uma bala de carabina de calibre .625, com uma bucha untada para segurar as agora sete ranhuras retangulares no cano.

O rifle tinha uma mira traseira dobrável simples com o mecanismo de trava grande padrão (inicialmente marcado como "Torre" e "GR" sob uma coroa; os posteriores após a batalha de Waterloo tinham "Enfield"), com um galo de pescoço de cisne equipado para o "Brown Bess". Como os rifles Jäger alemães, tinha um guarda-mato de latão enrolado para ajudar a garantir um aperto firme e uma bochecha levantada no lado esquerdo da coronha. Os estoques eram feitos de nogueira e seguravam o cano com três cunhas planas cativas. O rifle também tinha uma barra de travamento de metal para acomodar uma baioneta de espada de 24 polegadas, semelhante à do rifle Jäger. O Baker tinha 45 centímetros do cano ao traseiro, 30 centímetros mais baixo que o mosquete da infantaria e pesava quase quatro quilos. Embora os Mosquetes de Infantaria não fossem fornecidos com kits de limpeza, o rifle Baker tinha um kit de limpeza, buchas de linho untados e ferramentas, armazenados no "patch box"; a tampa era de latão e tinha dobradiças na parte traseira para que pudesse ser levantada. Era necessária porque, sem uma limpeza regular, a incrustação de pólvora se acumulava nas ranhuras de rifle e a arma ficava muito mais lenta para carregar e menos precisa.

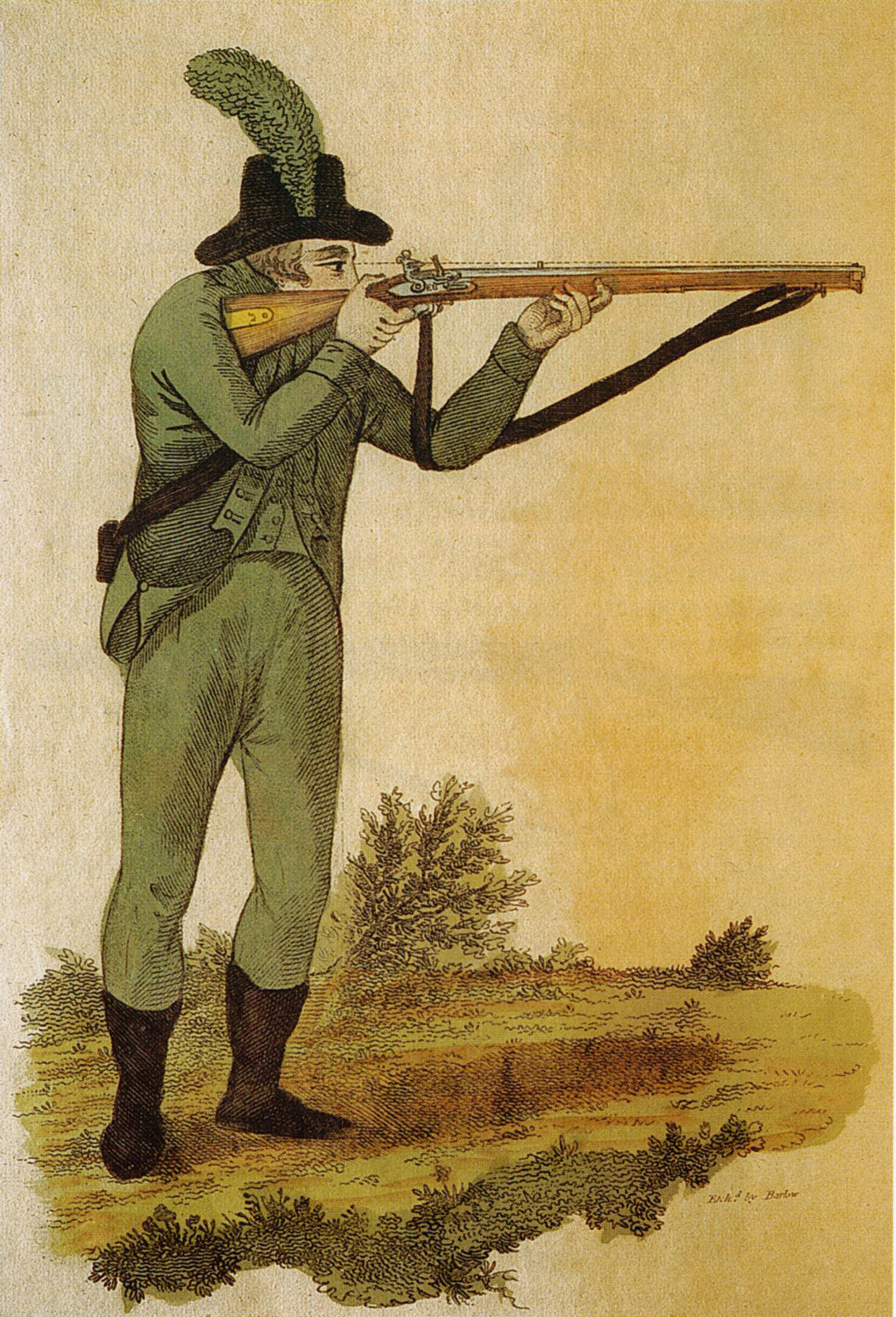
Um caçador britânico disparando um rifle Baker (gravura de um livro de 1803 de Ezekiel Baker, designer do rifle).

Depois que o Baker entrou em serviço, mais modificações foram feitas no rifle e muitas variantes diferentes foram produzidas. Uma versão de carabina mais leve e mais curta para a cavalaria foi introduzida, e uma série de associações de voluntários adquiriram seus próprios modelos, incluindo o Corpo de Atiradores do Duque de Cumberland, que encomendou modelos com um cano de 33 polegadas, em agosto de 1803. Um segundo padrão de rifle Baker foi equipado com um mecanismo de ação "Newland" que tinha o "pescoço" do cão de face plana. Em 1806, um terceiro padrão foi produzido que incluía um guarda-mato estilo "coronha de pistola" e uma "patch box" menor com uma frente arredondada plana. O mecanismo de ação era menor, de face plana e tinha uma cauda afundada, uma caçoleta semi-impermeável elevada, um cão achatado e um parafuso de segurança deslizante. Com a introdução de um novo padrão "Short Land Pattern Flintlock Musket" ("Brown Bess") em 1810, com seu mecanismo de ação achatado e cão arredondado, o mecanismo Baker seguiu o exemplo para o que se tornou o quarto padrão. Também apresentava uma "coronha com fenda" - a coronha tinha um corte em sua parte inferior com pouco mais de um quarto de polegada de largura. Isso foi feito depois que Ezekiel Baker viu relatos de que a vareta emperrou na coronha após o acúmulo de resíduos no canal da vareta e quando a madeira deformava após ficar molhada.
O rifle é referido quase exclusivamente como "Rifle Baker", mas foi produzido por uma variedade de fabricantes e subcontratados de 1800 a 1837. A maioria dos rifles produzidos entre 1800 e 1815 não foram feitos por Ezekiel Baker, mas no arsenal da Torre de Londres, e ele subcontratou a fabricação de peças do rifle para mais de 20 armeiros britânicos. Foi noticiado que muitos fuzis enviados aos inspetores do Exército britânico não estavam completos, a ponto de não terem cano, já que o fuzil foi encaminhado para outro empreiteiro para acabamento. A produção de Ezekiel Baker durante o período de 1805–1815 foi de 712 rifles, nem mesmo o suficiente para estar entre os "dez primeiros".
O Conselho de Artilharia, tanto por sua própria vontade quanto a pedido dos Oficiais de Infantaria, ordenou modificações na produção durante a vida útil do rifle. As variações incluíam uma carabina com uma trava de segurança e vareta giratória, o Rifle da Índia Ocidental de 1801 (uma versão simplificada sem uma "patch box"), o padrão de 1809, que tinha calibre .75 (mosquete), e o 1800/15, que foi modificado a partir de estoques existentes para usar uma baioneta de encaixe. A modificação de campo mais comum foi a "coronha torcida": os atiradores no campo descobriram que a coronha não estava torcida o suficiente no pulso para permitir um disparo preciso, então as coronhas eram torcidas por vapor. Como essa técnica produz resultados temporários (durando aproximadamente cinco anos), nenhum exemplar encontrado hoje exibe essa curvatura.

## Utilização

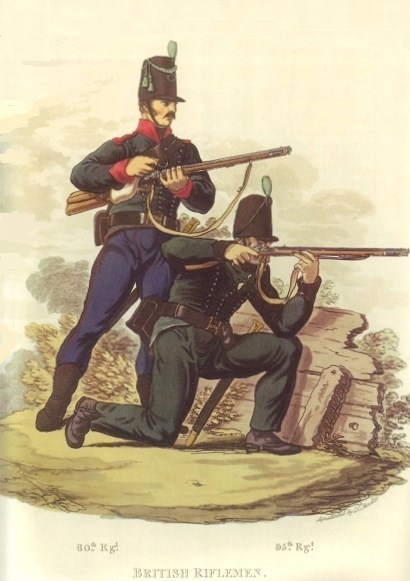
Artilheiros britânicos em ação com seus
rifles Baker (gravura de G Hamilton Smith).

Durante as Guerras Napoleônicas, o rifle Baker foi relatado como eficaz em longo alcance devido à sua precisão e confiabilidade em condições de campo de batalha. Apesar de suas vantagens, o rifle não substituiu o mosquete britânico padrão da época, o "Brown Bess", mas foi oficialmente distribuído apenas para "rifle regiments". Na prática, porém, muitos desses regimentos, como o 23º Regimento de Pé ("Royal Welch Fusiliers"), e outros, adquiriram rifles para uso por alguns em suas companhias ligeiras durante a Guerra Peninsular. Essas unidades foram empregadas como um complemento à prática comum de lançar escaramuçadores antes da coluna principal, que eram usados para enfraquecer e interromper as linhas inimigas em espera (os franceses também tinham uma companhia leve em cada batalhão que era treinada e empregada como escaramuçadores mas estes foram equipados apenas com mosquetes). Com a vantagem de maior alcance e precisão fornecida pelo rifle Baker, os escaramuçadores britânicos altamente treinados foram capazes de derrotar seus colegas franceses rotineiramente e por sua vez interromper a principal força francesa atirando em oficiais e sargentos.
O rifle Baker era usado por unidades consideradas de elite, como o 5º batalhão e companhias de fuzis do 6º e 7º Batalhões do 60º Regimento de Pé, implantados em todo o mundo, e os três batalhões do 95º Regimento de Pé que serviam sob o Duque de Wellington entre 1808 e 1814 na Guerra Peninsular, a Guerra de 1812 (3ª Batalha / 95º (Rifles), na Batalha de Nova Orleães), e novamente em 1815 na Batalha de Waterloo. Os dois batalhões de infantaria ligeira da "King's German Legion", bem como os pelotões de atiradores de elite dentro das Companhias Ligeiras da "KGL Line Bns", também usaram o rifle Baker. Cada um dos batalhões de "Caçadores" portugueses incluía uma companhia "Atiradores" (atiradores de elite) equipada com o rifle Baker. O rifle também foi fornecido ou adquirido em particular por numerosas unidades de voluntários e milícias; esses exemplares geralmente diferiam do padrão de distribuição regular. Algumas variantes foram usadas pela cavalaria, incluindo o 10º Hussardos. O rifle Baker também foi usado no Canadá na Guerra de 1812. Há registros de que o Exército Britânico ainda emitia rifles Baker em 1841, três anos após o término de sua produção.
O rifle Baker foi usado em vários países durante a primeira metade do século XIX; na verdade, sabe-se que as forças mexicanas na Batalha do Álamo carregavam rifles Baker, bem como mosquetes "Brown Bess". Eles também foram fornecidos ao governo do Nepal; alguns desses rifles foram liberados dos depósitos do Exército do Nepal em 2004, mas muitos se deterioraram além da possibilidade de recuperação.

## Performance

### Cadência de tiro
Para disparar com precisão, um rifle Baker geralmente não podia ser recarregado tão rápido quanto um mosquete, já que as bolas de chumbo ligeiramente menores tinham que ser "embrulhadas" em pedaços de couro ou linho engraxado (buchas) para que se ajustassem melhor às raias do estriamento. A bala bem ajustada com buchas exigia uma força considerável e, portanto, mais tempo para se encaixar corretamente no cano estriado um rifle, especialmente depois que disparos repetidos haviam sujado o cano, em comparação com uma bala de mosquete solta que poderia rolar facilmente. No início, cada atirador recebia um pequeno martelo para ajudar a colocar a bala dentro do cano, mas essa prática foi abandonada mais tarde, considerada desnecessária.
Assim, esperava-se que um fuzileiro fosse capaz de disparar dois tiros por minuto, em comparação com os quatro tiros por minuto do mosquete Brown Bess nas mãos de um soldado de infantaria treinado. No entanto, o tempo médio para recarregar um rifle depende do nível de treinamento e experiência do usuário; vinte segundos (ou três tiros por minuto) são possíveis para um atirador altamente proficiente. Usar uma carga de pólvora medida à mão para tiros precisos de longo alcance pode aumentar o tempo de carregamento para até um minuto.
A precisão era mais importante do que a cadência de tiro durante as escaramuças. A principal função do fuzileiro no campo de batalha era utilizar cobertura e escaramuça (frequentemente contra escaramuçadores inimigos), enquanto seus colegas armados com mosquete na infantaria de linha atiravam com saraivada ou fogo em massa. Isso poderia reduzir ainda mais a taxa de disparo do rifle em comparação com o mosquete durante a batalha.
As tropas equipadas com o rifle Baker também eram ocasionalmente obrigadas a "ficar na infantaria de linha" e servir como infantaria regular se a situação assim o exigisse. A maior cadência de tiro (e, portanto, o volume de fogo) do mosquete era necessária quando implantado como infantaria de linha, mesmo que isso viesse com uma perda significativa de precisão. Por esse motivo, a munição foi distribuída em duas formas: uma, balas soltas, em carabina calibre padrão com buchas lubrificadas para tiro preciso, com pólvora solta dentro de um frasco equipado com carregador de mola para medir automaticamente a quantidade correta de pólvora; e dois, cartuchos de papel semelhantes à munição de mosquete normal. A exigência de que as tropas armadas com o rifle Baker fossem capazes de realizar tarefas regulares de infantaria, como formar quadratura contra cavalaria ou resistir a um ataque de baioneta, levou à incômoda baioneta de espada de 23,5 polegadas (597 milímetros) de comprimento que, quando instalada, fazia com que o rifle tivesse cerca de 65 polegadas (1 650 milímetros) de comprimento, quase o mesmo que um mosquete equipado com baioneta. Houve até conversas no início da adoção do rifle de equipar adicionalmente os fuzileiros com lanças curtas em vez de baionetas; no entanto, essa ideia pouco prática nunca foi posta em uso.

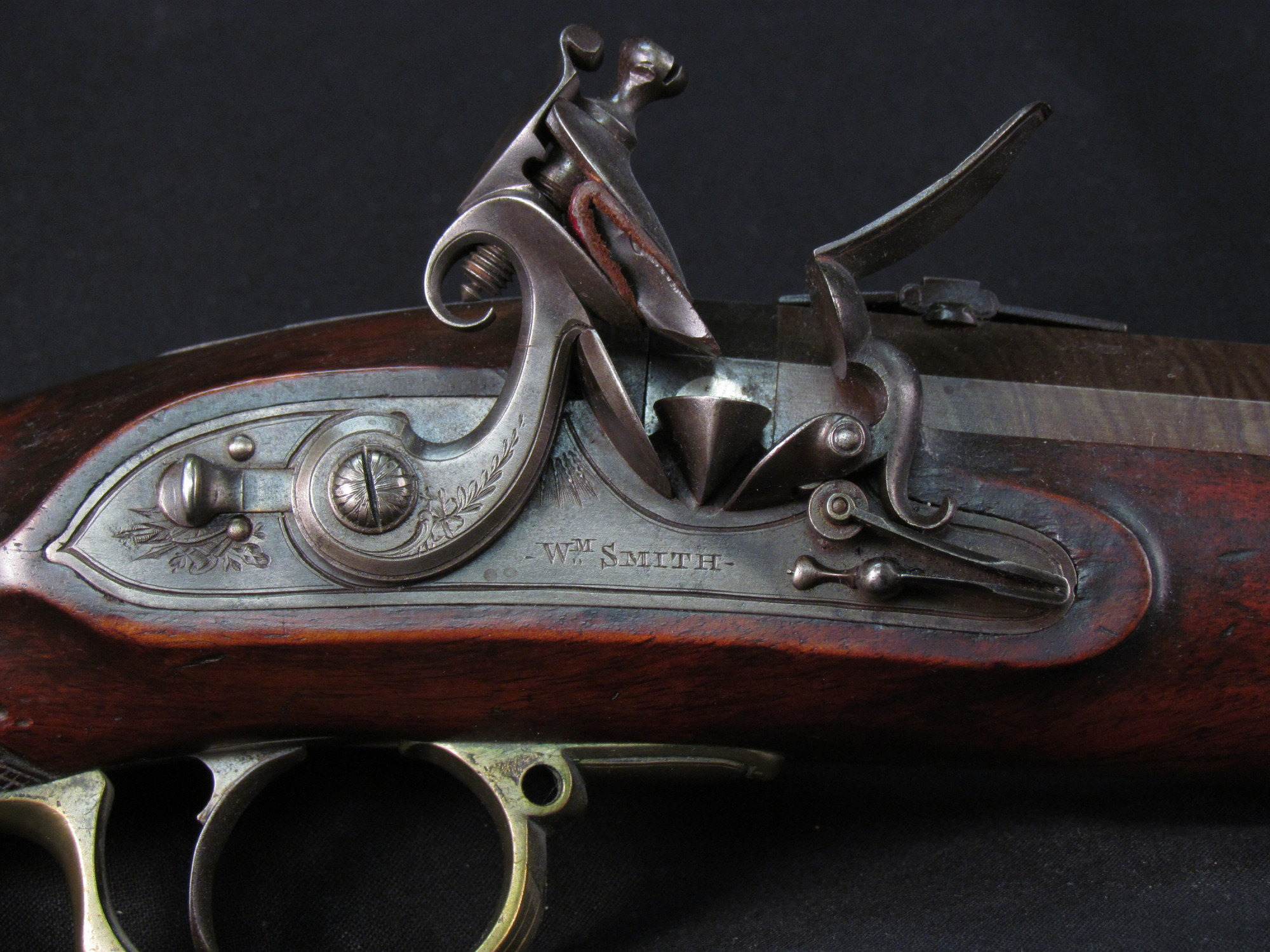
Close do mecanismo de ação do rifle Baker.

### Precisão e alcance
Esperava-se que o rifle originalmente fabricado fosse capaz de disparar a uma distância de até 200 jardas (183 metros) com uma alta taxa de acerto. O rifle Baker era usado por escaramuçadores enfrentando seus oponentes em pares, atirando no inimigo de posições na frente das linhas principais ou de posições ocultas em alturas com vista para os campos de batalha.
A precisão do rifle em mãos capazes é demonstrada de maneira mais famosa na Batalha de Cacabelos (durante a retirada de Moore para a Corunha em 1809) pela ação do caçador Thomas Plunket do 1º Batalhão da 95ª de Rifles, que atirou no General francês Colbert em um alcance desconhecido, mas de até 600 jardas (549 metros) de acordo com algumas fontes. Ele então atirou no ajudante de campo de Colbert, Latour-Maubourg, que foi em auxílio de seu general, sugerindo que o sucesso do primeiro tiro não foi devido à sorte.
O fato do cabo Plunket e outros bons atiradores, terem sido capazes de atingir alvos regularmente em distâncias consideradas além do alcance efetivo do rifle, demonstra tanto suas respectivas boas pontarias quanto a capacidade do rifle.